# Candidus Pfiffer

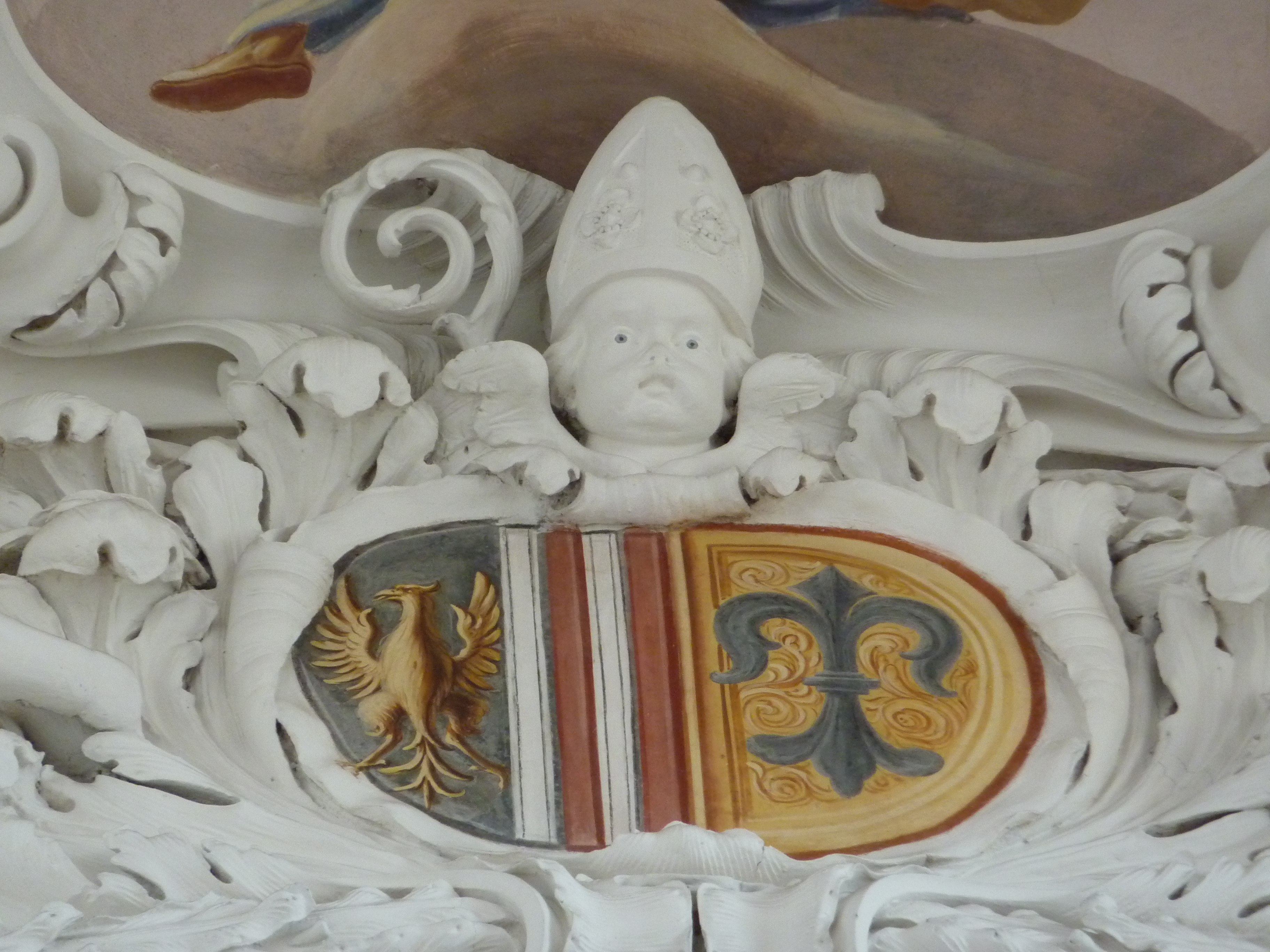
Wappen des Abtes in der Stiftskirche Baumgartenberg

Candidus Pfiffer (* 4. September 1631 in Luzern; † 27. April 1718  in Baumgartenberg) war Abt des Zisterzienserstiftes Baumgartenberg.

## Leben
Candidus Pfiffer aus Luzern legte am 11. November 1652 seine Gelübde im Stift Baumgartenberg ab, studierte anschließend Philosophie zu Wien, wurde 1656 zum Priester geweiht und feierte am 16. Mai 1656 seine Primiz und bald danach zum Prior ernannt. 1661 promovierte er an der Universität Wien zum Doktor der Theologie. 1666 wurde er für ein Jahr als Mit-Administrator nach Stift Säusenstein berufen. 1672 vertrat er die Äbte der österreichischen und steirischen Ordensprovinz beim Generalkapitel in Cîteaux.
Wegen fortwährender Differenzen mit Abt Clemens Schäffer vom Stift Heiligenkreuz wurde er 1673 in das Kloster Aldersbach in Bayern gesandt, wo er Theologie lehrte und in der Seelsorge tätig war. Erst 1683 konnte er nach Baumgartenberg zurückkehren und wurde dort nach dem Tod des Abtes Bernhard Breil 1684 einstimmig zum Prälaten gewählt.
Abt Candidus setzte die Barockisierung der Stiftskirche fort, musste die Arbeiten aber um 1700 wegen finanzieller Schwierigkeiten einstellen. 1693 wurde der abgebrannte Auhof (Bernhardshof) wiederhergestellt. Die Stände des Landes ob der Enns wählten ihn 1697 zum Verordneten.